# Alpen-Donau-Adria
Alpen-Donau-Adria war ein Fernsehmagazin mit Beiträgen von Fernsehanstalten aus Bayern (BR), Österreich (ORF), Ungarn (MTV Pécs), Slowenien (RTV SLO), Kroatien (HRT), Italien (Rai Südtirol und Triest) und der Schweiz (RTSI Lugano) sowie Serbien (RTS).
Der Fokus des Magazins lag dabei auf regionaler und überregionaler Chronik, meistens aus den Regionen des Alpen-, Donau-, und Adriaraums, also dem südlichen Zentraleuropa und wurde in fünf Ländern in der jeweiligen Landessprache ausgestrahlt.
Der Fernsehsendung ging eine dreijährige Radiosendung voraus, bevor sie vom Fernsehen übernommen wurde. Als einer der Väter der Sendung gilt der österreichische Moderator Günther Ziesel. Der ORF war damit Ende 1982 Begründer des Magazins, stellte die eigene Sendung nach 683 Folgen mit circa 2300 Beiträgen aber ein. Am 30. Jänner 2010 wurde auf ORF 2 die letzte Ausgabe ausgestrahlt.
2022 feierte das Magazin sein 40-jähriges Bestehen.
Das BR Fernsehen war erst am 25. Januar 1992 eingestiegen und strahlte Alpen-Donau-Adria sonntags von 16:45 Uhr bis 17:15 Uhr im Wechsel mit dem Magazin Euroblick aus. In der Vergangenheit moderierten Michael Ament und Renate Herzberg die Sendung, ab März 2012 war Daniela Dinandt die Moderatorin der Sendung. Mirjam Kottmann kam seit 2022 als Vertretung zum Einsatz. Wegen Sparmaßnahmen stelle der BR seine beiden europäischen Magazine zum Ende des Jahres 2024 ein. Die letzte Ausgabe wurde am 15. Dezember 2024 ausgestrahlt.